# Eusko Gudariak
Eusko Gudariak (Nederlands: Baskische soldaten) is een Baskisch lied geschreven in 1932 door José María de Garate die op dat moment voorzitter van de EAJ was. De melodie komt eigenlijk van Atzo Bilbon negoen, een traditioneel lied uit Araba. Het was het lied van de Baskische strijders tijdens de Spaanse Burgeroorlog en is tegenwoordig populair als strijdlied van de Baskische nationalisten. Hoewel Eusko Abendaren Ereserkia het officiële volkslied van de autonome regio Baskenland is, wordt Eusko Gudariak vaak als zodanig beschouwd.

## Tekst
| Baskisch | Nederlands |
| --- | --- |
| Eusko gudariak gara Euskadi askatseko, gerturik daukagu odola bere aldez emateko. (bis) Irrintzi bat entzun da mendi tontorrean goazen gudari danok Ikurriñan atzean (bis) | Wij zijn Baskische soldaten om Baskenland te bevrijden, wij hebben ons bloed veil om het te geven voor ons land (bis) Wij hebben de strijdkreet van op de bergtop gehoord, laten wij optrekken, achter onze vlag, de Ikurriña (bis) |